# Moe Bandy
Marion Franklin „Moe“ Bandy jr. (* 12. Februar 1944 in Meridian, Mississippi) ist ein US-amerikanischer Country-Sänger, der vor allem in den späten 1970er-Jahren erfolgreich war. Einer seiner bekanntesten Songs ist Bandy the Rodeo Clown aus dem Jahr 1975. 

## Kindheit
Moe Bandy wurde wie Jimmie Rodgers, einem der ersten Stars der Country-Musik, in Meridian, Mississippi geboren. Rodgers hatte zusammen mit Bandys Großvater für eine Eisenbahngesellschaft gearbeitet, und man hörte im Hause Bandy dessen Platten sowie die von Hank Williams. Als Bandy sechs Jahre alt war, zog die Familie nach San Antonio in Texas.

## Karrierebeginn
Vom Vater hatte Bandy das Gitarrespielen gelernt, aber er verbrachte seine Zeit zunächst lieber damit, im gesamten Bundesstaat Texas an Rodeowettbewerben teilzunehmen, als Musik zu machen. Er trat nur hin und wieder mit der Band seines Vaters, den Mission City Playboys auf. Nachdem Bandy 1962 die Schule abgeschlossen hatte, widmete er sich stärker der Musik und gründete seine erste Band, die er Moe and the Mavericks nannte.
Obwohl die Band in vielen Clubs und Honky-Tonks im Großraum San Antonio auftrat, musste Bandy sich noch viele Jahre als Metallarbeiter Geld dazuverdienen. 1964 erhielt er einen Plattenvertrag von Satin Records über eine einzige Schallplatte. Der von Bandy geschriebene Song Lonely Lady, der von der Plattenanbieter veröffentlicht wurde, fand keine Beachtung. In den folgenden Jahren spielte er weiter in kleineren Clubs und verschaffte seiner Band regelmäßige Auftritte als Background-Band beim örtlichen Lokalsender im Rahmen der Sendung Country Corner.

## Durchbruch
1972 traf Bandy Plattenproduzent Ray Baker, der mit ihm 1973 die Schallplatte I Just Started Hatin' Cheatin' Songs Today in einer Auflage von 500 Stück veröffentlichte. Die neue Platte fand Beachtung, das Plattenlabel GRC aus Atlanta erwarb die Rechte daran und vermarktete den Song landesweit, der sich im März 1974 in den Top 20 platzieren konnte. GCR schob erfolgreich Singles von Bandy nach, wie beispielsweise It Was So Easy to Find an Unhappy Woman und Don't Anyone Make Love at Home Anymore. 1975 schaffte Bandy es mit einem seiner heute bekanntesten Songs, Bandy the Rodeo Clown, der von Lefty Frizzell und Whitey Shafer geschrieben wurde, auf Platz 7 der Charts.
1975 wechselte Bandy zu Columbia Records, Ray Baker blieb weiterhin sein Produzent. Bandys erste Veröffentlichung bei Columbia, Hank Williams You Wrote My Life, geschrieben von Paul Craft, erreichte sofort Platz 3 der Charts und führte 1976 zur Auszeichnung „Top New Male Vocalist“ der Academy of Country Music (ACM).

## Karrierehöhepunkte
In den nächsten Jahren war Bandy regelmäßig mit seinen Platten in den Charts vertreten, beispielsweise mit Here I Am Drunk Again, I'm Sorry for You, My Friend, Cowboys Ain't Supposed to Cry, That's What Makes the Jukebox Play und auch als Duett mit Janie Fricke mit It's a Cheating Situation, der 1979 als „Song of the Year“ von der ACM ausgezeichnet wurde.
1979 konnte Bandy auch seinen ersten Nr.-1-Hit als Solokünstler landen: I Cheated Me Right Out of You. Im gleichen Jahr ging er zusammen mit Joe Stampley auf Europatournee, die gemeinsame Single Just Good Ol' Boys erreichte ebenfalls Platz 1 der Charts und war der Anfang einer jahrelangen erfolgreichen Zusammenarbeit der beiden Künstler mit Hits wie Holding The Bag, Tell Ole I Ain't Here and Hey Joe (Hey Moe). Die beiden wurden 1979 als „Duo of the Year“ sowohl von der CMA als auch von ACM ausgezeichnet.
In den 1980er Jahren war Bandy mit Songs wie Yesterday Once More, Rodeo Romeo, She's Not Really Cheatin’ und Till I'm Too Old to Die Young weiterhin solo sowie in Duetten mit Judy Bailey (Following The Feeling) und Becky Hobbs (Let's Get Over Them Together) erfolgreich. 1984 hatten Stampley und Bandy großen Erfolg mit Where's the Dress, einer Persiflage auf Boy George, der sie wegen Verwendung des Intros aus dem Culture-Club-Song Karma Chameleon auf Copyright-Zahlungen verklagte. Das Video zu Bandys und Stampleys Song wurde mehrfach prämiert.
1986 wechselte Bandy erneut die Plattenfirma und ging zu MCA; sein neuer Produzent wurde Jerry Kennedy. Mit diesen Wechseln änderte Bandy auch seinen Musikstil und wurde Pop-orientierter. 1987 landete er mit Till I’m too Old to Die Young und 1988 mit Americana erneut zwei Top-10-Hits, letzteren wählte sich George H. W. Bush als Wahlkampfsong. Bandy unterstützte ihn im Wahlkampf und spielte am 20. Januar 1989 bei dessen Inauguration zum Präsidenten.

## Gegenwart
1991 eröffnete Bandy das Americana Theatre in Branson, Missouri, wo er bis heute regelmäßig auftritt. Er ist Single und lebt mit seinem Hund auf dem Land.

## Diskografie

### Alben
| Jahr | Titel                                               | Höchstplatzierung, Gesamtwochen, AuszeichnungChartplatzierungen (Jahr, Titel, Platzierungen, Wochen, Auszeichnungen, Anmerkungen) | Höchstplatzierung, Gesamtwochen, AuszeichnungChartplatzierungen (Jahr, Titel, Platzierungen, Wochen, Auszeichnungen, Anmerkungen) | Anmerkungen      |
| Jahr | Titel                                               | US | Country | Anmerkungen      |
| ---- | --------------------------------------------------- | --- | --- | ---------------- |
| 1974 | I Just Started Hatin’ Cheatin’ Songs Today          | — | Country11 (12 Wo.)Country |                  |
| 1974 | It Was Always So Easy                               | — | Country9 (21 Wo.)Country |                  |
| 1975 | Bandy the Rodeo Clown                               | — | Country27 (6 Wo.)Country |                  |
| 1976 | Hank Williams, You Wrote My Life                    | — | Country13 (12 Wo.)Country |                  |
| 1976 | Here I Am Drunk Again                               | — | Country17 (14 Wo.)Country |                  |
| 1977 | I’m Sorry for You My Friend                         | — | Country18 (15 Wo.)Country |                  |
| 1977 | The Best                                            | — | Country18 (12 Wo.)Country |                  |
| 1977 | Cowboys Ain’t Supposed to Cry                       | — | Country22 (12 Wo.)Country |                  |
| 1978 | Soft Lights and Hard Country Music                  | — | Country34 (17 Wo.)Country |                  |
| 1978 | Love Is What Life’s All About                       | — | Country33 (7 Wo.)Country |                  |
| 1979 | It’s a Cheating Situation                           | — | Country19 (22 Wo.)Country |                  |
| 1979 | One of a Kind                                       | — | Country44 (10 Wo.)Country |                  |
| 1979 | Just Good Ol’ Boys                                  | — | Country11 (55 Wo.)Country | mit Joe Stampley |
| 1980 | The Champ                                           | — | Country57 (6 Wo.)Country |                  |
| 1980 | Following the Feeling                               | — | Country44 (22 Wo.)Country |                  |
| 1981 | Rodeo Romeo                                         | — | Country48 (18 Wo.)Country |                  |
| 1981 | Hey Joe! Hey Moe!                                   | US170 (4 Wo.)US | Country23 (31 Wo.)Country | mit Joe Stampley |
| 1982 | She’s Not Really Cheatin’ (She’s Just Gettin’ Even) | — | Country19 (23 Wo.)Country |                  |
| 1982 | Greatest Hits                                       | — | Country49 (5 Wo.)Country |                  |
| 1983 | Devoted To Your Memory                              | — | Country41 (9 Wo.)Country |                  |
| 1984 | Motel Matches                                       | — | Country45 (13 Wo.)Country |                  |
| 1984 | The Good Ol Boys Alive and Well                     | — | Country21 (20 Wo.)Country | mit Joe Stampley |
| 1987 | You Haven’t Heard the Last of Me                    | — | Country10 (40 Wo.)Country |                  |
| 1988 | No Regrets                                          | — | Country28 (31 Wo.)Country |                  |
| 1989 | Many Mansions                                       | — | Country48 (9 Wo.)Country |                  |

Weitere Alben
- 1981: Encore
- 1982: Salutes the American Cowboy / Songs of the American Cowboy
- 1982: I Still Love You in the Same Ol’ Way
- 1983: Sings Songs of Hank Williams
- 1985: Keepin’ It Country
- 1985: Barroom Roses
- 1985: Live from Bad Bob’s, Memphis (mit Joe Stampley)
- 1990: Greatest Hits
- 1993: Live in Branson, MO USA
- 1995: Picture in a Frame
- 1995: Gospel Favorites
- 1996: A Cowboy Christmas
- 1997: Act Naturally
- 1999: The Best (mit Joe Stampley)
- 2000: Live at Billy Bob’s Texas (mit Joe Stampley)
- 2005: Too Old to Die Young
- 2007: Legendary Country
- 2016: Lucky Me
- 2020: A Love Like That
- 2021: Soft Lights and Hard Country Music

### Singles
| Jahr | Titel Album                                                                      | Höchstplatzierung, Gesamtwochen, AuszeichnungChartsChartplatzierungen (Jahr, Titel, Album, Platzierungen, Wochen, Auszeichnungen, Anmerkungen) | Anmerkungen      |
| Jahr | Titel Album                                                                      | Country | Anmerkungen      |
| ---- | -------------------------------------------------------------------------------- | --- | ---------------- |
| 1974 | I Just Started Hatin’ Cheatin’ Songs Today                                       | Country17 (15 Wo.)Country |                  |
| 1974 | Honky Tonk Amnesia I Just Started Hatin’ Cheatin’ Songs Today                    | Country24 (11 Wo.)Country |                  |
| 1974 | It Was Always So Easy (To Find An Unhappy Woman) It Was Always So Easy           | Country7 (14 Wo.)Country |                  |
| 1975 | Don’t Anyone Make Love at Home Anymore It Was Always So Easy                     | Country13 (11 Wo.)Country |                  |
| 1975 | Bandy the Rodeo Clown                                                            | Country7 (16 Wo.)Country |                  |
| 1975 | Hank Williams, You Wrote My Life                                                 | Country2 (15 Wo.)Country |                  |
| 1976 | The Biggest Airport in the World Hank Williams, You Wrote My Life                | Country27 (10 Wo.)Country |                  |
| 1976 | Here I Am Drunk Again                                                            | Country11 (14 Wo.)Country |                  |
| 1976 | She Took More Than Her Share Here I Am Drunk Again                               | Country11 (15 Wo.)Country |                  |
| 1977 | I’m Sorry for You, My Friend                                                     | Country9 (14 Wo.)Country |                  |
| 1977 | Cowboys Ain’t Supposed to Cry                                                    | Country13 (12 Wo.)Country |                  |
| 1977 | She Just Loved the Cheatin’ Out of Me Cowboys Ain’t Supposed to Cry              | Country11 (14 Wo.)Country |                  |
| 1978 | Soft Lights and Hard Country Music                                               | Country13 (14 Wo.)Country |                  |
| 1978 | That’s What Makes the Juke Box Play Soft Lights and Hard Country Music           | Country11 (14 Wo.)Country |                  |
| 1978 | Two Lonely People Love Is What Life’s All About                                  | Country7 (13 Wo.)Country |                  |
| 1979 | It’s a Cheating Situation                                                        | Country2 (15 Wo.)Country | mit Janie Fricke |
| 1979 | Barstool Mountain It’s a Cheating Situation                                      | Country9 (14 Wo.)Country |                  |
| 1979 | Just Good Ol’ Boys                                                               | Country1 (16 Wo.)Country | mit Joe Stampley |
| 1979 | Holding the Bag Just Good Ol’ Boys                                               | Country7 (14 Wo.)Country | mit Joe Stampley |
| 1979 | I Cheated Me Right Out of You One of a Kind                                      | Country1 (14 Wo.)Country |                  |
| 1980 | One of a Kind                                                                    | Country13 (12 Wo.)Country |                  |
| 1980 | Tell Ole I Ain’t Here, He Better Get on Home Just Good Ol’ Boys                  | Country11 (15 Wo.)Country | mit Joe Stampley |
| 1980 | The Champ                                                                        | Country22 (12 Wo.)Country |                  |
| 1980 | Yesterday Once More The Champ                                                    | Country10 (15 Wo.)Country |                  |
| 1980 | Following the Feeling                                                            | Country10 (14 Wo.)Country | mit Judy Bailey  |
| 1981 | My Woman Loves the Devil Out of Me Following the Feeling                         | Country15 (14 Wo.)Country |                  |
| 1981 | Hey Joe (Hey Moe) Hey Joe! Hey Moe!                                              | Country10 (15 Wo.)Country | mit Judy Bailey  |
| 1981 | Honky Tonk Queen Hey Joe! Hey Moe!                                               | Country12 (14 Wo.)Country | mit Judy Bailey  |
| 1981 | Rodeo Romeo                                                                      | Country10 (17 Wo.)Country |                  |
| 1982 | Someday Soon Rodeo Romeo                                                         | Country21 (16 Wo.)Country |                  |
| 1982 | She’s Not Really Cheatin’ (She’s Just Gettin’ Even)                              | Country4 (18 Wo.)Country |                  |
| 1982 | Only If There Is Another You She’s Not Really Cheatin’ (She’s Just Gettin’ Even) | Country12 (19 Wo.)Country |                  |
| 1983 | I Still Love You in the Same Ol’ Way                                             | Country19 (15 Wo.)Country |                  |
| 1983 | Let’s Get Over Them Together Devoted to Your Memory                              | Country10 (18 Wo.)Country | mit Becky Hobbs  |
| 1983 | You’re Gonna Lose Her Like That Devoted to Your Memory                           | Country34 (16 Wo.)Country |                  |
| 1984 | It Took a Lot of Drinkin’ (To Get That Woman Over Me) Motel Matches              | Country31 (13 Wo.)Country |                  |
| 1984 | Woman Your Love Motel Matches                                                    | Country12 (22 Wo.)Country |                  |
| 1984 | Where’s the Dress Alive and Well                                                 | Country8 (16 Wo.)Country | mit Judy Bailey  |
| 1984 | The Boy’s Night Out Alive and Well                                               | Country36 (10 Wo.)Country | mit Judy Bailey  |
| 1985 | Daddy’s Honky Tonk Alive and Well                                                | Country48 (10 Wo.)Country | mit Judy Bailey  |
| 1985 | Still on a Roll Alive and Well                                                   | Country58 (8 Wo.)Country | mit Judy Bailey  |
| 1985 | Barroom Roses                                                                    | Country45 (14 Wo.)Country |                  |
| 1986 | One Man Band You Haven’t Heard the Last of Me                                    | Country42 (14 Wo.)Country |                  |
| 1987 | Till I’m Too Old to Die Young You Haven’t Heard the Last of Me                   | Country6 (27 Wo.)Country |                  |
| 1987 | You Haven’t Heard the Last of Me                                                 | Country11 (27 Wo.)Country |                  |
| 1988 | Americana No Regrets                                                             | Country8 (21 Wo.)Country |                  |
| 1988 | Ashes in the Wind No Regrets                                                     | Country47 (10 Wo.)Country |                  |
| 1988 | I Just Can’t Say No to You No Regrets                                            | Country21 (19 Wo.)Country |                  |
| 1989 | Many Mansions                                                                    | Country34 (13 Wo.)Country |                  |
| 1989 | Brotherly Love Many Mansions                                                     | Country53 (8 Wo.)Country |                  |
| 1989 | This Night Won’t Last Forever Many Mansions                                      | Country49 (10 Wo.)Country |                  |

Weitere Singles
- 1990: Pardon Me (mit Becky Hobbs)
- 1990: Nobody Gets Off in This Town